# Wladimir Michailowitsch Newsorow
Wladimir Michailowitsch Newsorow (russisch Владимир Михайлович Невзоров; * 5. Oktober 1952 in Maikop, Region Krasnodar, RSFSR, Sowjetunion) ist ein ehemaliger sowjetisch-russischer Sambo-Kämpfer und Judoka, der bei den Olympischen Spielen 1976 in Montréal Olympiasieger in der Gewichtsklasse bis 70 kg wurde.

## Sportliche Karriere

### Judo
Wladimir Newsorow gewann eine Goldmedaille bei den Olympischen Spielen 1976, im Finale besiegte er den Japaner Kōji Kuramoto. Ein Jahr zuvor wurde Newsorow Weltmeister bei den Judo-Weltmeisterschaften in Wien, dabei besiegte er im Halbfinale Koji Kuramoto und im Finale seinen Landsmann Waleri Dwoinikow. 1975 und 1977 wurde Newsorow Europameister, in den Jahren 1973, 1975 und 1977 gewann er mit der sowjetischen Mannschaft den Europameistertitel.
1976 und 1979 wurde Newsorow sowjetischer Meister.

### Sambo
Newsorow wurde 1971 in Moskau und 1972 in Krasnojarsk sowjetischer Meister im Sambo, einer russisch-sowjetischen Kampfsportart. Zudem wurde er 1972 Europameister.

## Leben nach dem Sport
Nach dem Ende seiner Karriere arbeitete Newsorow als Sambo- und Judotrainer. Von 1980 bis 1989 war er Trainer der sowjetischen Judo-Nationalmannschaft und von 1989 bis 1991 war er Judotrainer in Frankreich. Von 1999 bis 2001 war er Cheftrainer der russischen Judo-Nationalmannschaft und betreute die Mannschaft auch während der Olympischen Spiele 2000 im australischen Sydney. Außerdem ist Newsorow Mitglied des Präsidiums der Judo-Föderation Russlands.

## Auszeichnungen
- Verdienter Meister des Sports der UdSSR (1975)[1]
- Orden „Zeichen der Ehre“[1]